# Barchesse di Villa Trissino
Le Barchesse di Villa Trissino, progettate tra il 1553 e il 1567 circa, sono l'unica parte superstite del progetto mai compiuto per una villa veneta di Andrea Palladio a Meledo di Sarego (Vicenza), sulle rive del fiumicello Brendola. Il complesso è stato inserito nel 1996 nella lista dei Patrimoni dell'umanità dall'UNESCO. Negli anni 2010-15 è stato oggetto di restauro che lo ha riportato in condizioni di fruibilità, dopo avere versato a lungo in cattivo stato di conservazione.

## Storia
Nei Quattro libri dell'architettura Palladio afferma di aver cominciato a Meledo (oggi frazione del comune di Sarego) una fabbrica di villa per i fratelli Ludovico e Francesco Trissino, figure di primo piano dell'aristocrazia vicentina e committenti palladiani non solo a Meledo, ma anche per un proprio palazzo di città in contrà Riale (1558) e per un villino suburbano.
L'incisione del trattato restituisce una struttura imponente, articolata su più livelli, palesemente ispirata allo sviluppo dei complessi acropolici romani antichi e che riprende il corpo centrale circolare sormontato da cupola proprio della quasi coeva villa La Rotonda di Vicenza dello stesso Palladio. Non è possibile affermare se tale progetto avesse reali possibilità di essere eseguito; esistono però tracce evidenti di un inizio di progetto palladiano nelle imponenti fondazioni in pietra degli edifici lungo il fiume e nelle due barchesse con colonne tuscaniche di ottima fattura.
L'ipotesi più realistica porta a pensare che sia esistito un progetto palladiano per villa Trissino, tuttavia non necessariamente identico a quello presentato nei Quattro Libri. Quest'ultimo sembra piuttosto lo sviluppo di un'ipotesi teorica immaginata per il sito reale di Meledo e che, se realizzata nella sua interezza, avrebbe costituito uno dei progetti ad uso civile più ambiziosi del Palladio.
La torre colombara è fornita di camini ed è affrescata con grottesche, attribuibili a Eliodoro Forbicini (pittore veronese che aveva già lavorato nei palladiani palazzo Chiericati e palazzo Thiene), segno evidente di un utilizzo non solo utilitario.
Il complesso è rimasto a lungo in stato di abbandono e la sua conservazione messa a repentaglio. L'Istituto regionale ville venete ha concesso nel 2009 un finanziamento finalizzato a un parziale recupero delle strutture. Nel corso del 2015 sono state restaurate le cantine di epoca palladiana, riportando alla luce tracce interne di un antico ponticello di collegamento con l'altra sponda del fiume Brendola. È stata inoltre risistemata l'intera barchessa prospiciente lo stesso fiume, i suoi tre ampi saloni, la Sala degli Affreschi (così detta per la presenza delle particolari grottesche dipinte dal Forbicini e integralmente recuperate), il grande camino cinquecentesco in marmo rosso, le stanze al piano superiore della barchessa stessa, nonché la torre colombaia e un appartamento ubicato nella vicina casa gotica del Quattrocento. Sono stati altresì sistemati il giardino all'italiana prospiciente la suddetta barchessa, il vialetto e il parco che fronteggia il giardino.

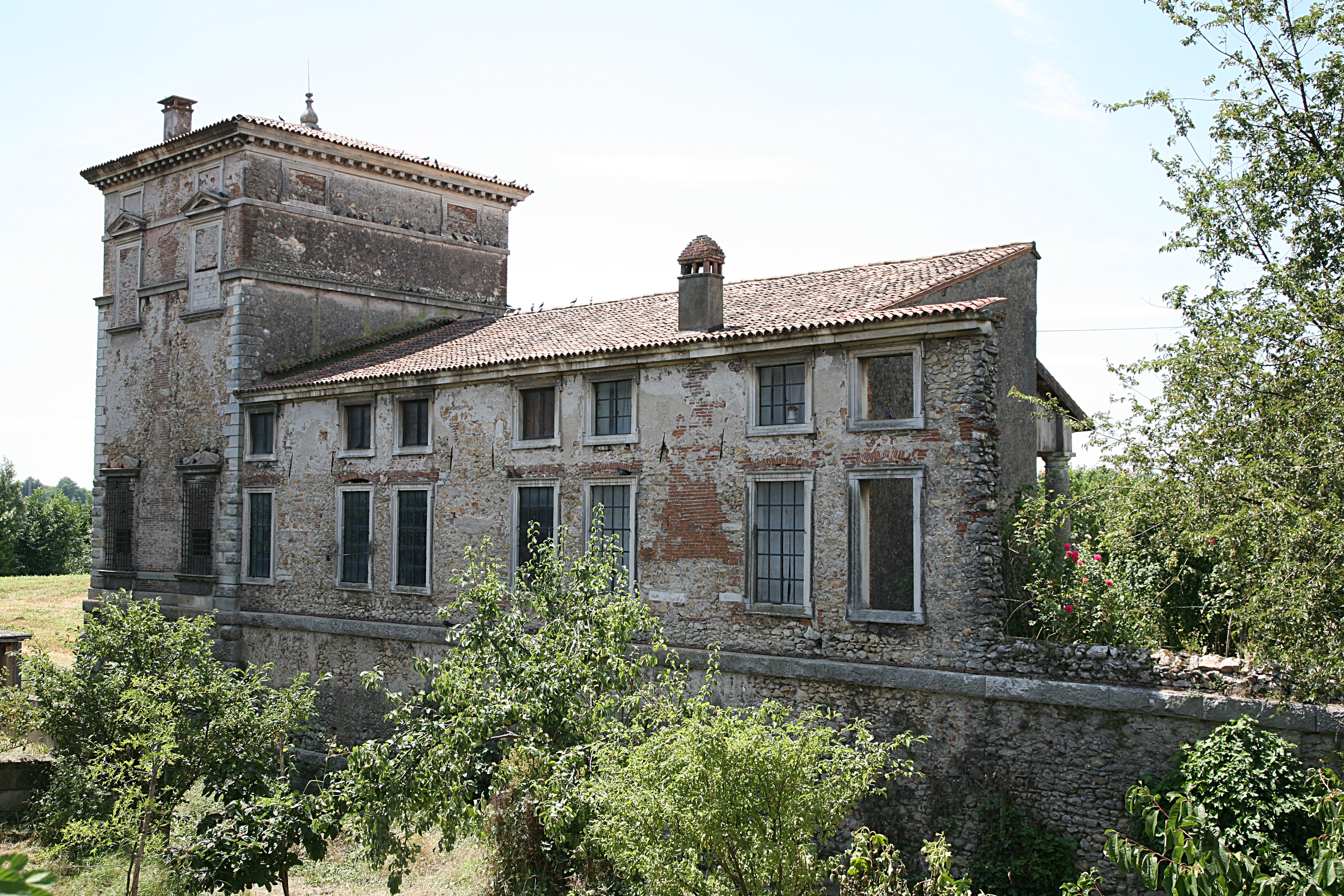
Vista posteriore (foto del 2007 precedente ai restauri)
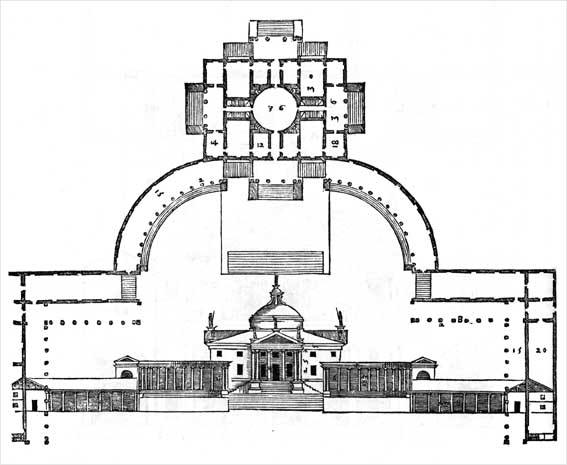
Progetto per Villa Trissino a Meledo (mai realizzato), da I quattro libri dell'architettura di Palladio (1570)